# Euproctis phaeorrhoea
Euproctis phaeorrhoea är en fjärilsart som beskrevs av Don. 1813. Euproctis phaeorrhoea ingår i släktet Euproctis och familjen tofsspinnare. Inga underarter finns listade i Catalogue of Life.